# Alina Konieczny
Alina Konieczny (* 19. Oktober 1998) ist eine deutsche Schauspielerin.

## Leben
Alina Konieczny ist die Tochter des polnischen Schauspiel-Professors Jan Konieczny. Nach ihrem Abitur 2017 begann sie ein Studium der Slawistik. Sie wirkte in Kurzfilmen mit und war an der Hochschule für Musik, Theater und Medien Hannover in verschiedenen Projekten ihres Vaters zu sehen.
In der RTL-Serie Magda macht das schon! spielte sie ab 2019 Aga, die jüngere Schwester von Magda. Seit 2022 studiert sie Schauspiel an der Hochschule für Musik und Theater „Felix Mendelssohn Bartholdy“ Leipzig.

## Filmografie (Auswahl)
- 2019–2021: Magda macht das schon! (Fernsehserie, 3 Folgen)
- 2021: Schleudertraum (Spielfilm)
- 2022: Nicht nur Körper (Kurzfilm)
- 2025: Tierärztin Dr. Mertens  (Fernsehserie, Folge Ein großes Versprechen)